# 捷克捷欣

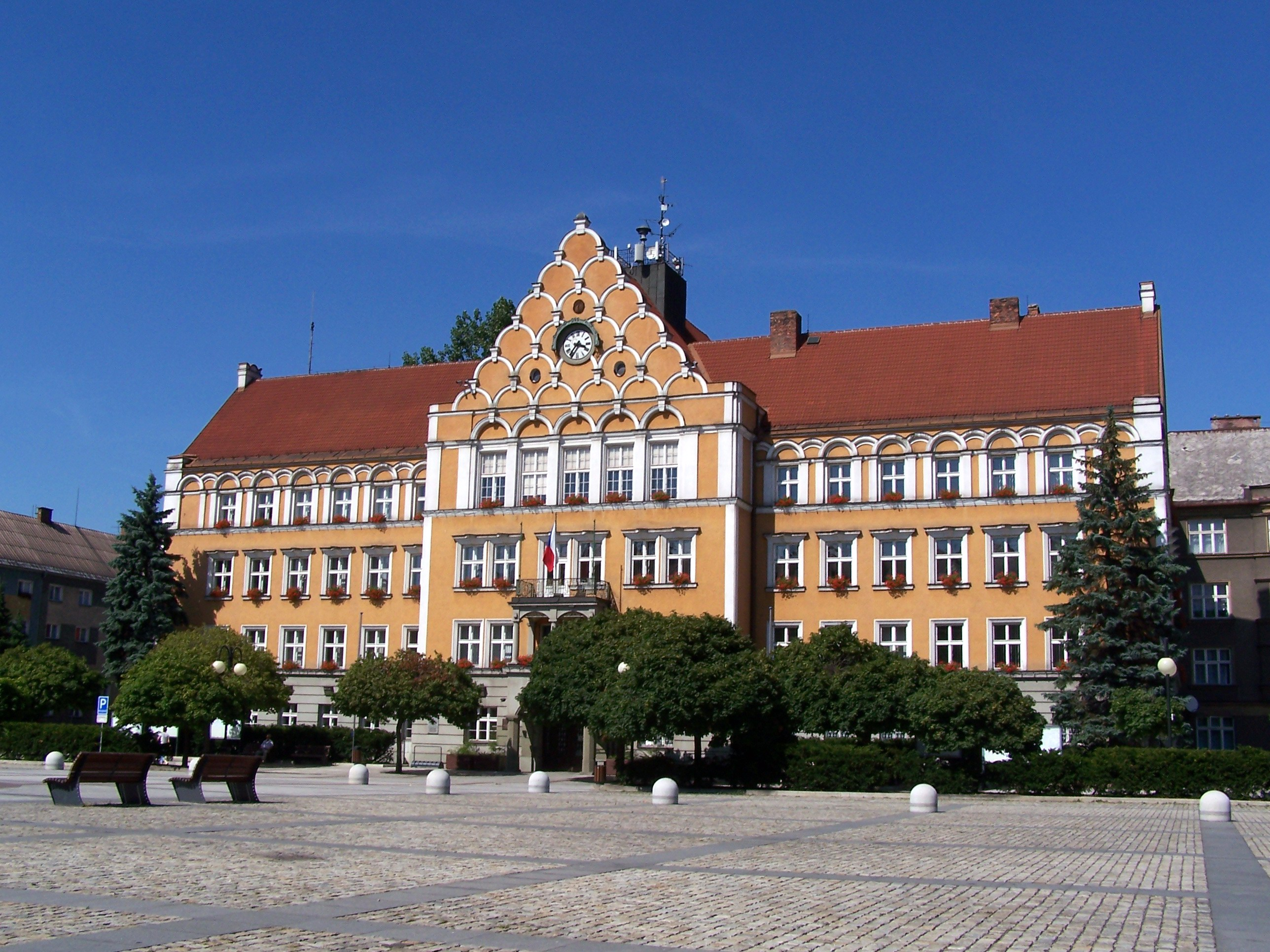

捷克捷欣（捷克语：Český Těšín；波兰语：Czeski Cieszyn；德语：Teschen，译作泰申）是捷克的城鎮，位於該國東部，由摩拉維亞-西利西亞州負責管轄，毗鄰與波蘭接壤的邊境，面積33.81平方公里，海拔高度270米，2011年人口25,750。原是切申西郊，属于奥地利西里西亚（后来的捷克西里西亚）。一战之后切申先是全部划归捷克，后来在国联调整下主城区（奥尔扎河东岸）划归波兰，河西岸郊区留在捷克，即捷欣。二战前的慕尼黑协定，协议将捷克所属切申全部给予波兰，波军在捷克部分的切申搞了隆重的入城式。二战之后切申西部重新归还捷克，城中占多数的德意志人分别被捷克和波兰驱逐。

## 外部連結
- Official municipal website （英文）
- Official website （捷克文）
- Documents and photographs about situation in Zaolzie in 1938 （波兰語）
- History of Cieszyn during the World War II （波兰語）